# تولر (قوبا)
تولر (به لاتین: Tülər) یک منطقه مسکونی در جمهوری آذربایجان است که در شهرستان قوبا واقع شده است. تولر ۱۰۰۱ نفر جمعیت دارد.